# ナショナル・バスケットボール・リーグ (ニュージーランド)
ナショナル・バスケットボール・リーグ（National Basketball League）は、ニュージーランドのバスケットボールトップリーグである。略称はNBL。
1982年発足。2018年現在8チームが参加している。

## 2018シーズン所属クラブ
| クラブ名                       | ホームタウン                               | チームカラー | 加盟年 |
| ------------------------------ | ------------------------------------------ | ------------ | ------ |
| カンタベリー・ラムズ           | カンタベリー地方クライストチャーチ         |              | 1982   |
| ホークス・ベイ・ホークス       | ホークス・ベイ地方ネーピア                 |              | 1983   |
| マナワツ・ジェッツ             | マナワツ・ワンガヌイ地方パーマストンノース |              | 1982   |
| ネルソン・ジャイアンツ         | ネルソン地方ネルソン                       |              | 1982   |
| サウスランド・シャークス       | サウスランド地方インバーカーギル           |              | 2010   |
| スーパー・シティ・レンジャーズ | オークランド地方オークランド               |              | 1990   |
| タラナキ・マウンテンエアーズ   | タラナキ地方ニュープリマス                 |              | 1985   |
| ウェリントン・セインツ         | ウェリントン地方ウェリントン               |              | 1983   |

## 過去の参加クラブ
- オークランド・パイレーツ (2011–2012)[2]
- オークランド・スターズ (1982–2009)
- セントラルズ (1982–1985)
- クライストチャーチ・クーガーズ (2009–2010)
- ハーバー・ヒート (1986–2010, 2012)
- ハット・バレー・レイカーズ (1990–1996)
- ノースランド・サンズ (1995–1998)
- オタゴ・ナゲッツ (1990–2008, 2010–2014)[3][4]
- ポンソンビー (1984–1988)
- ポリルア (1982–1983)
- ワイカト・ピストンズ (1982, 1984–2011, 2013–2014)[5][6]
- ワイテマタ (1982–1983, 1988-1989)